# Hanna Winge
Hanna Winge, née le 4 décembre 1838 à Göteborg et morte le 9 mars 1896 dans la même ville,  est une peintre et artiste textile suédoise, créatrice de motifs de broderie variés. Elle est une des cinq fondatrices de l'association féminine suédoise Nya Idun (en) .

## Biographie

### Jeunesse et formation
Hanna Mathilda Tengelin est née à Göteborg, en Suède le 4 décembre 1938. Elle est la fille du forgeron Johan Thimotheus Tengelin et d'Anna Maria Hultman. 
Hanna Winge est étudiante à l'école d'art JJ Ringdahls målarskola à Stockholm en 1859. Elle est ensuite une des premières étudiantes à pouvoir étudier à l'Académie royale des beaux-arts de Suède en 1864-1867,. 
Elle épouse le peintre Mårten Eskil Winge (1825-1896) en 1867.
Hanna Winge se rend à Paris une fois en 1872 et en Italie en 1877 avec son mari.

### La peinture
Hanna Winge peint surtout des représentations d'enfants et peint de petits tableaux de genre,. 

### L'Association des Amis de l'artisanat
Avec Sophie Adlersparre et Molly Rohtlieb (sv), elle co-fonde en 1874 l'association des Amis de l'artisanat (sv) ( Handarbetets vänner - HV), dans le but de promouvoir et perfectionner l'art textile suédois et aussi de permettre aux femmes d'avoir une activité rémunérée. L'Association est la première entreprise suédoise fondée et dirigée par des femmes, à une époque où elles n'ont pas encore le droit de vote. L'association dirige un atelier de patronage et réalise des commandes de tissage. Dès le départ, l'ambition pédagogique est claire, d'abord par la formation interne, puis en 1891 par des cours destinés aux tisserands. Hanna Winge devient la première directrice artistique de l'association et, pendant des années, sa force dirigeante. L'association lui survit et, au XXe siècle, elle est un centre dédié à l'enseignement, au développement, à la fabrication et à l'expérimentation de textiles et de design de pointe,,. 
Dans un premier temps, l'association ne réalise que des créations textiles profanes. En 1882, Hanna Winge créé les premiers articles liturgiques, sur une commande de la cathédrale d'Uppsala.
Hanna Winge est particulièrement connue pour ses créations de style nordique,  Elle s'inspire de motifs anciens qu'elle popularise. Elle est connue pour ses motifs vikings avec des boucles de dragons. 
En 1878, elle est engagée avec son mari pour la décoration des deux immeubles (sv) du médecin Carl Curman (1833–1913) à Lysekil en 1878. Ils réalisent notamment les frises aux motifs de la Saga de Sigurd.
Elle participe à plusieurs expositions entre 1860 et 185 et est représentée en tant qu'artiste textile à l'Exposition d'art et d'industrie de Copenhague en 1872 et à l'Exposition d'art de Vienne en 1873. 
En 1901, une exposition est consacrée à son œuvre au Musée des arts appliqués (nl) de Haarlem, aux Pays-Bas.

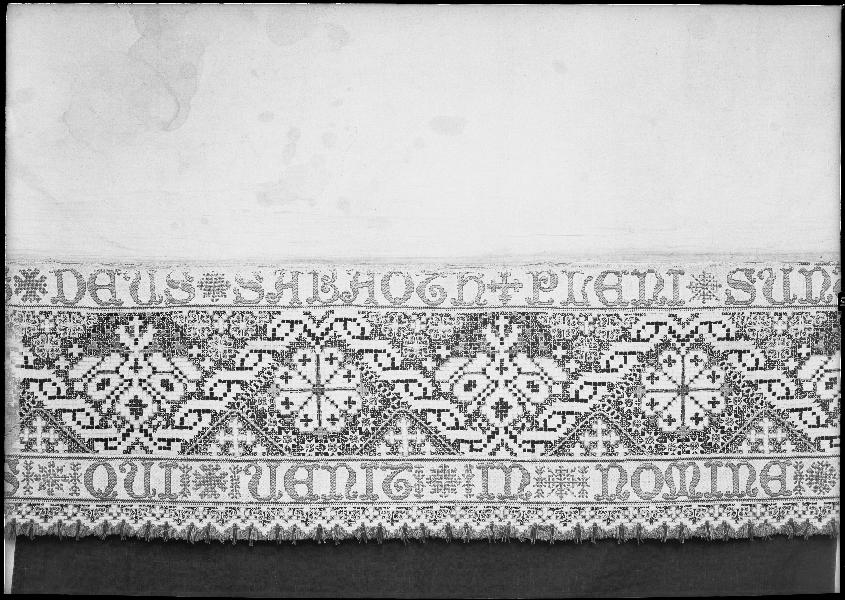
Bordure de nappe d'autel, large dentelle à motif de vigne gothique, avec bordures d'inscriptions brodées de soie jaune et de fil d'or, composée par Hanna Winge pour Handarbetets Vänner, 1882, détail.

### Réforme vestimentaire
Hanna Winge est l'une des fondatrices de l'association de femmes  Nya Idun (en), (la nouvelle société Idun), avec Calla Curman, Ellen Fries (en), Ellen Key et Amelie Wikström. L'association se veut une contrepartie à l'association Sällskapet Idun (en) (La société Idun), réservée aux hommes. Elle se réunit une fois par mois autour d'expositions, de conférences et de concerts. 
Anne Charlotte Leffler y donne une conférence sur le mouvement de réforme vestimentaire britannique,. Après ce discours l'association Les amis de l'artisanat confient à Hanna Winge la conception d'un costume dans la ligne de la réforme vestimentaire. Il est réalisé par Augusta Lundin (en) et exposé en public, ce qui donne une publicité supplémentaire au mouvement.
L'Association suédoise de réforme vestimentaire (en) (Svenska drägtreformföreningen) est fondée en 1886.
Hanna Winge décède le 9 mars 1896 à Göteborg.

## Postérité
Des œuvres d'Hanna Winge figurent dans les collections de musées, comme le Nationalmuseum et le Nordiska muséet à Stockholm, le Nasjonalmuseet à Oslo et le musée de  Norrköping,.
Une salle du grand hôtel de Stokholm porte son nom.

## Publication
- (sv) « Uppsala domkyrkas nya altarduk » [« La nouvelle nappe d'autel de la cathédrale d'Uppsala »], Rapport annuel de HV,‎ 1882